# Santa Apolonia (Venezuela)
Santa Apolonia es una ciudad de Venezuela, capital del Municipio La Ceiba del Estado Trujillo, en la zona baja de dicho estado.
Santa Apolonia fue fundada en 1907 como una comunidad eminentemente cafetalera, pero el descubrimiento de yacimientos petroleros de tipo liviano a finales del siglo xx han hecho que se espere que el área cobre mayor importancia, el pozo petrolero se encuentra en las costas del Lago de Maracaibo en la jurisdicción del Municipio La Ceiba.
El poblado sirve además de enlace con la única salida marítima del Estado Trujillo, el puerto de La Ceiba, antigua capital del Municipio La Ceiba.